# Stary Kraszew
Stary Kraszew – wieś w Polsce położona w województwie mazowieckim, w powiecie wołomińskim, w gminie Klembów. Ma status sołectwa.
| SIMC    | Nazwa   | Rodzaj                          |
| ------- | ------- | ------------------------------- |
| 1059969 | Folwark | część wsi (zniesiona w 2023 r.) |

W latach 1975–1998 miejscowość administracyjnie należała do województwa ostrołęckiego.
W Starym Kraszewie znajduje się szkoła podstawowa przy ulicy Szkolnej 5, rondo i dwa sklepy.

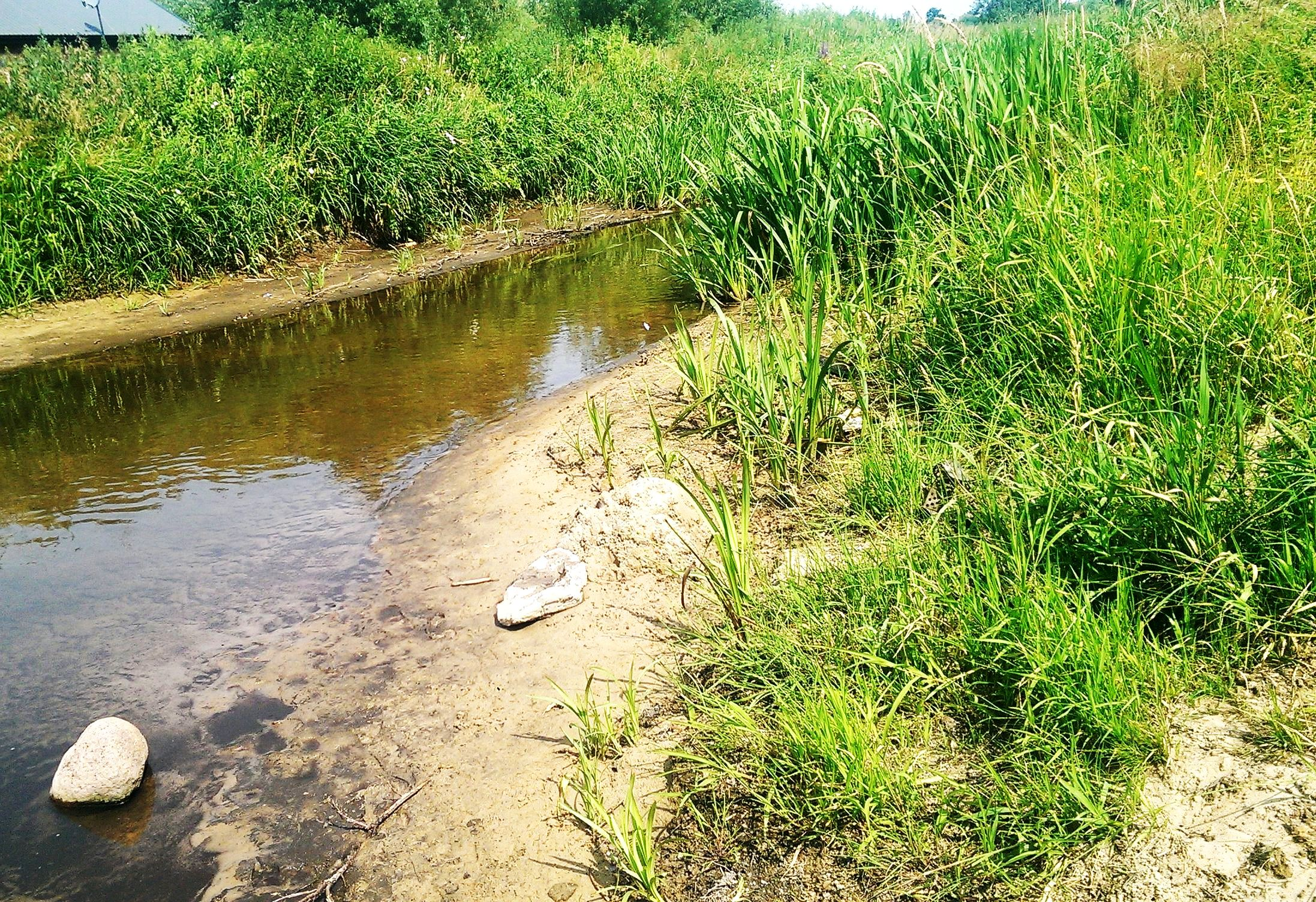
Potok Rządza w Kraszewie

Przez Stary Kraszew przepływa potok Rządza. Jest tu dwumetrowy stopień wodny: jaz po młynie, pochodzącym z czasów XIX wieku.
Po 1911, była tu szkoła początkowa, działała jednak tylko kilka lat. Nazwa wsi Kraszew Stary powstała z przekształcenia nazwy Kraszew Folwark około 1944 roku.
Wierni Kościoła rzymskokatolickiego należą do parafii św. Klemensa Papieża i Męczennika w Klembowie.